# Natanel Teitelbaum
Natanel Teitelbaum (auch: Netanel Teitelbaum oder Netaniel Teitelbaum; * 1974 oder 1975 in Kirjat Motzkin) ist ein israelisch-deutscher orthodoxer Rabbiner.

## Biografie
Natanel Teitelbaum ist der Sohn von Nechama und Mordechai Teitelbaum aus Kirjat Motzkin bei Haifa. Er war in den Jahren 2001 bis 2008 Rabbiner der Synagogen-Gemeinde Köln, daneben zeitweilig Vorsitzender der Deutschen Rabbinerkonferenz und Initiator und Gründungsmitglied der Orthodoxen Rabbinerkonferenz.
In der Öffentlichkeit wurde er bekannt, als Papst Benedikt XVI. am 19. August 2005 die Kölner Synagoge auf der Roonstraße besuchte. Im März 2008, nach knapp achtjährigem Wirken als Rabbiner in Köln, kehrte er überraschend nach Israel zurück. Offiziell wurde das damit begründet, dass Teitelbaum in Köln die jüdische Erziehung seiner Kinder im Gymnasialalter nicht ausreichend gewährleistet sah.
Seit Anfang des Jahres 2010 war Natanel Teitelbaum für die Jüdische Gemeinde im Lande Bremen tätig. Er pendelte zwischen Haifa und Bremen. Im Dezember 2014 übernahm er in Bremen das Amt des Landesrabbiners und ist damit einer der Nachfolger von Benyamin Barslai.